# Thaumatoleon splendidus
Thaumatoleon splendidus is een insect uit de familie van de mierenleeuwen (Myrmeleontidae), die tot de orde netvleugeligen (Neuroptera) behoort. 
Thaumatoleon splendidus is voor het eerst wetenschappelijk beschreven door Esben-Petersen in 1921.